# ناحیه عین کیحل
ناحیه عین کیحل (به عربی: دائرة عین الکیحل) یک ناحیه در الجزایر است که در استان عین تموشنت واقع شده‌است. ناحیه عین کیحل ۳۵۳٫۵۸ کیلومتر مربع مساحت و ۳۴٬۵۶۲ نفر جمعیت دارد.